# Сенатский резерв
Сенатский резерв (нем. Senatsreserve) — запасы продовольствия и товаров первой необходимости, созданные по решению Сената Берлина на случай следующей блокады Западного Берлина.
После блокады Берлина в 1948—1949 годах три западных коменданта города поручили Сенату организовать склады для хранения основных продуктов питания, медикаментов, угля, горючего, сырья для предприятий промышленности и других товаров повседневного потребления. Эти запасы, создаваемые на случай новой блокады, должны были обеспечить нормальную жизнь в западной части города в течение 180 дней с тем, чтобы блокада потеряла смысл. В течение нескольких десятилетий в Сенатском резерве хранилось около 4 млн тонн товаров. На территории Западного Берлина для этого было устроено более 700 тайных складских помещений, в частности под склады использовались уцелевшие помещения заводов на Айсвердере.
Общая стоимость хранимых товаров оценивалась в 2 млрд немецких марок (около 1 млрд евро), регулярное обновление запасов обходилось в несколько миллионов марок в год, которые покрывала финансовая помощь из Бонна.
В Сенатском резерве на 2 млн жителей Западного Берлина, в частности, хранилось:
- 189 000 тонн зерна
- 044 000 тонн мяса
- 011 800 тонн жира
- 007 130 тонн соли
- 001.000 тонн фуражного овса
- 000 380 тонн резиновых набоек для ремонта обуви
- 0000 96 тонн горчицы
- 0000 20,9 тонн клея
- 35 млн пластмассовых стаканов
- 25,8 млн сигар
- 18 млн рулонов туалетной бумаги
- 04 млн ламп накаливания
- 291 000 пар детской обуви
- 010 000 ночных горшков
- 005 000 велосипедов
- 19 единиц рогатого скота

С падением Берлинской стены в 1989 году и окончанием холодной войны Сенатский резерв был расформирован. 90 тыс. тонн продуктов питания, медикаментов и других товаров в 1990—1991 годы было бесплатно передано в Советский Союз в качестве гуманитарной помощи.